# District de Žilina
Le district de Žilina est l'un des 79 districts de Slovaquie dans la région de Žilina.

## Démographie

### Évolution de la population
| Année:               | 1994.   | 2004.   | 2014.   | 2024.   |
| -------------------- | ------- | ------- | ------- | ------- |
| Nombre de personnes: | 154 965 | 156 869 | 155 989 | 160 360 |
| Différence:          |         | +1,22 % | -0,56 % | +2,80 % |

| Année:               | 2023.   | 2024.   |
| -------------------- | ------- | ------- |
| Nombre de personnes: | 160 538 | 160 360 |
| Différence:          |         | -0,11 % |

## Liste des communes
Source :

### Ville
- Žilina
- Rajec
- Rajecké Teplice

### Villages
Belá | Bitarová | Brezany | Čičmany | Divina | Divinka | Dlhé Pole | Dolná Tižina | Dolný Hričov | Ďurčiná | Fačkov | Gbeľany | Horný Hričov | Hôrky | Hričovské Podhradie | Jasenové | Kamenná Poruba | Kľače | Konská | Kotrčiná Lúčka | Krasňany | Kunerad | Lietava | Lietavská Lúčka | Lietavská Svinná-Babkov | Lutiše | Lysica | Malá Čierna | Mojš | Nededza | Nezbudská Lúčka | Ovčiarsko | Paština Závada | Podhorie | Porúbka | Rajecká Lesná | Rosina | Stráňavy | Stránske | Stráža | Strečno | Svederník | Šuja | Teplička nad Váhom | Terchová | Turie | Varín | Veľká Čierna | Višňové | Zbyňov